# Єльники (Черняховський район)
Єльники (рос. Ельники) — селище Черняховського району, Калінінградської області Росії. Входить до складу Каменського сільського поселення.
Населення —  31 особа (2015 рік). 

## Населення
| 2002 | 2010 |
| ---- | ---- |
| 51   | ↘31  |